# Brélidy
Brélidy (tiếng Breton: Brelidi) là một xã của tỉnh Côtes-d’Armor, thuộc vùng Bretagne, tây bắc Pháp.

## Dân số
Người dân ở Brélidy được gọi là Brélidiens.